# SS-Bahnschutz
La SS-Bahnschutz (Polizia ferroviaria) era incaricata di proteggere la rete ferroviaria, di prevenire lo spionaggio e il sabotaggio e di mantenere l'ordine e il rispetto della legge sui treni e sulle stazioni.

## Divisa
Aveva in dotazione una divisa di colore blu, con insegne e distintivi particolari.

## Gradi (1939-1945)
- Staatssekretär als Oberster Leiter der Bahnschutzpolizei
- Leiter der Gruppe L im Reichsverkehrsministerium
- Chef der Bahnschutzpolizei
- Ministerialdirektor im Reichsverkehrsministerium
- Präsident der Reichsbahndirektion
- Vizepräsident der Reichsbahndirektion
- Stabsführer im Reichsverkehrsministerium
- Bahnschutzpolizei-Hauptbezirksführer
- Bahnschutzpolizei-Bezirksführer
- Stellvertreter Bahnschutzpolizei-Bezirksführer
- Bahnschutzpolizei-Abteilungshauptführer
- Bahnschutzpolizei-Oberabteilungsführer
- Bahnschutzpolizei-Abteilungsführer
- Bahnschutzpolizei-Oberzugführer
- Bahnschutzpolizei-Zugführer
- Bahnschutzpolizei-Unterzugführer
- Bahnschutzpolizei-Gruppenführer
- Stellvertreter Bahnschutzpolizei-Gruppenführer
- Bahnschutzpolizei-Mann
- Bahnschutzpolizei-Anwärter

Fonte: